# 昂西-多尔诺
昂西-多尔诺（法語：Ancy-Dornot，法語發音：[ɑ̃si dɔʁno]）是法国摩泽尔省的一个市镇，属于梅斯区。该市镇于2016年由原市镇摩泽尔河畔昂西和多尔诺合并而成。

## 地理
昂西-多尔诺（49°3'27"N, 6°3'32"E）面积10.25 平方千米，位于法国大東部大區摩泽尔省，该省份为法国东北部内陆省份，是洛林的一部分，西南接默尔特-摩泽尔省，东临下莱茵省，北与卢森堡和德国接壤。
与昂西-多尔诺接壤的市镇（或旧市镇、城区）包括：摩泽尔河畔阿尔斯、摩泽尔河畔科尔尼、戈尔兹、茹伊欧萨什、摩泽尔河畔诺韦昂。
昂西-多尔诺的时区为UTC+01:00、UTC+02:00（夏令时）。

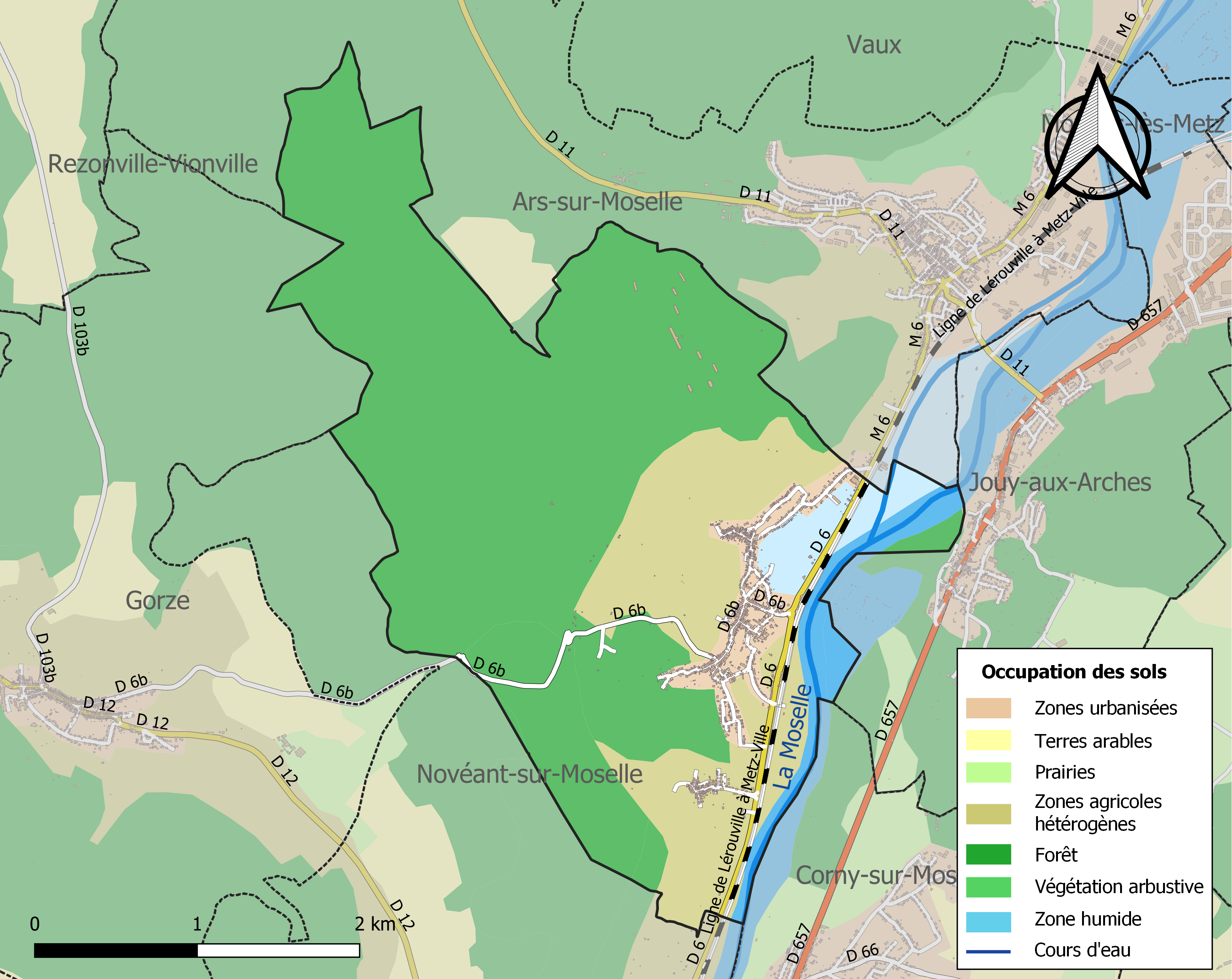
昂西-多尔诺的OSM定位图

## 行政
昂西-多尔诺的邮政编码为57130，INSEE市镇编码为57021。

## 政治
昂西-多尔诺所属的省级选区为摩泽尔山坡县。

## 人口
昂西-多尔诺于2022年1月1日时的人口数量为1474人。